# مقتل مارلين أوكس
هيلين مارلين ميجور (7 ديسمبر 1954 - 11 أكتوبر 1980) تعرف باسمها الأوسط وبعد وفاتها تعرف باسمها قبل الزواج، هي امرأة أمريكية قتلت على يد طليقها في عام 1980. كانت جمجمة الضحية الجزئية موجودة بالقرب من منزل الزوجين بعد وقت قصير من وفاتها، لكن لم يتم التعرف عليها حتى عام 2001 بعد أن أثبت اختبار الحمض النووي للميتوكوندريا هوية رفات الجمجمة

## الخلفية
كانت أوكس معروفة بعلاقتها الغرامية مع رجل يدعى «غلين سانت هيلير»، الذي كان يسكن في عقارهم ويعمل أيضًا موظفا عند زوجها وليام«بيل ميجور». يزعم أن بيل ميجور كان يشجع قيام تلك العلاقة، حيث كان متزوجًا من مارلين لمدة تسع سنوات ويشاع أنه متورط في علاقة مع امرأة أخرى. كان لديهم طفلان، «دونالد ولالانا». التقى الزوجان بسانت هيلير بعد تعطل شاحنته أثناء سفره من أوهايو إلى تكساس، انتقل في وقت لاحق إلى منزل متنقل في ممتلكاتهم.
«أعرف ما رأيته. أخبرته ألا يلمسني مرة أخرى، وإذا لمس دونالد، سأقتله. يمكن أن أكون أكبر عاهرة تمشي في شوارع فيرونا ولن يجرؤ أي قاض على إعطائه حضانة أطفالي قبلي» مقدمة مارلين في مذكراتها بعد اكتشافها أن زوجها يسيء معاملة ابنهما وكتبت أوكس في مذكراتها في وقت قريب من مقتلها، أنها شاهدت زوجها يعتدي جنسياً على ابنهما «دونالد». أدين بيل ميجور من قبل بالتحرش بصبيين في عام 1975</nowiki>. خططت أوكس لأخذ ابنها وابنتها من المنزل والسفر إلى مكان آخر. وبحسب ما ورد، أخبر بيل ميجور العديد من الأفراد أنه سوف يقتل مارلين إذا كانت ستنهي علاقتهم وكذلك تفاصيل الخطوات التي سيتخذها لجعل جسدها مجهول الهوية. أعطت أوكس مذكراتها إلى سانت هيلير لضمان بقائها. كما كتبت مارلين في مذكراتها أن ميجور وافق على توقيع أوراق الطلاق إذا لم يتم الإعلان عن الإساءة. وكتبت أوكس أنه إذا غير رأيه، فسوف تخبر حماتها، كما أبلغت أختها عن خططها للطلاق وعن إساءة معاملة بيل تجاه دونالد.

## اختفاء وقتل
أعطى بيل عدة أسلحة نارية لجار آخر وأعرب عن رغبته للانتقال إلى رود آيلاند، حيث ينحدر أصله منها. عرف سانت هيلير أكاذيب بيل ميجور بعد يومين وعرف أن مارلين لن تتخلى عن أطفالها عن طيب خاطر وأخبر الشرطة لم يكن هناك دليل على أن مارلين أخذت معها أي شيء، باستثناء سيارتها (التي يُعتقد الآن أنها تم التخلص منها في نهر أوهايو) ومع ذلك، فقد تركت رخصة قيادتها في السكن. وقال ميجور لدونالد ولالانا أن والدتهما تخلت عنهما بسبب تورطها في المخدرات والكحول والدعارة. افترضت السلطات في البداية بأن مارلين غادرت بسبب زواج غير مرضٍ إلى حد ما، لكنها فتشت المنزل دون أي نتائج. في ذلك الوقت، أقروا بالتفاصيل التي أدرجتها في مذكراتها لتكون دافعًا لاختفائها، ولكن لم يتم العثورعلى أي علامات عنف أو ارتكاب جريمة قتل من خلال علاقة الزوجين. لم تُعتبر المذاكرات نفسها دليلًا قويًا بما يكفي لتهمة القتل. تم تقديم سجلات الأسنان الخاصة بها إلى الوكالات المعنية في حال تم العثورعلى جثة امرأة مطابقة لوصفها. أنكر سانت هيلير وبيل ميجور للشرطة تورطهما في اختفاء مارلين. طلب المحققون من بيل ميجور إجراء اختبار كشف الكذب، لكنه رفض وانتقل إلى رود آيلاند مع ابنه وابنته. غالبًا ما أحضر أحد الأطفال معه أثناء عمله وأساء إليهم كثيرًا أثناء العمل.
تم اكتشاف جمجمة جزئية تفتقر إلى الأسنان على بعد ميل من مقر الإقامة الرئيسي من قبل صياد في 29 نوفمبر 1981، لكن لم يتم التعرف عليها لسنوات بعد اكتشافها. تم تحديد سبب الوفاة بسبب عدة طلقات نارية ومن خلال الفحص، تم تحديد الضحية لتكون أنثى بيضاء حوالي 30 سنة. كما لوحظت أدلة على تقطيع الجلد. في ذلك الوقت، كانت سجلات الأسنان هي الوسيلة الأساسية لتحديد بقايا الهيكل العظمي، ولكن الجمجمة كانت تفتقر إلى الأسنان ولا يمكن التعرف عليها، على الرغم من التكهنات المبكرة بأنها تنتمي إلى مارلين. في النهاية، تم تحديد اختبارات الحمض النووي التقليدي المستحيل بسبب تدهور حالة العظم.
تزوج بيل ميجور في عام 1981. وأبلغت زوجته الثانية الشرطة عن اعتداءه الجنسي والجسدي في عام 1984 بعد أن أخبرها أطفاله، وكان قد هدد في السابق بقتل الشقيق الآخر إذا أبلغ أحدهم. بعد أيام من مواجهته، هدد لالانا بالسلاح لإبقاء فمها مغلقًا. تم اعتقاله وإدانته عام 1985 وقضى أحد عشر عامًا على الرغم من عقوبة السجن لمدة خمسة عشر عامًا. انتقل دونالد ولالانا إلى والدة مارلين بعد إدانته. بعد إطلاق سراحه في عام 1996، واجه تهم إضافية من مسؤولي كنتاكي ولكن بسبب قانون التقادم و «الأدلة غير الكافية»، لم يكن من الممكن اتخاذ المزيد من الإجراءات. وقد أكد صبيين إضافيين تعرضهم للاعتداء الجنسي من قبل بيل ميجور.
اشتبهت والدة أوكس على الفور في بيل بخصوص الاختفاء. بعد حصولها على الحضانة، أخبرت لالانا أنها تفترض أن مارلين ماتت منذ اختفائها. واجهت لالانا في النهاية والدها وسألت عن مكان وجود رفات مارلين، قائلة إنها لن تسعى إلى اتخاذ إجراءات قانونية طالما أن والدتها ستحصل على دفن مناسب. أجاب بـ «إذا كنت تعتقدين أنني سأخبرك بمكان دفن أمك، فأنت مجنونة». أخذت لاحقًا المبادرة للتحقيق «من تلقاء نفسها» وبدأت في بناء المعرفة من خلال مشاهدة الأفلام الوثائقية الحقيقية عن الجريمة. عندما كانت في العشرين من عمرها، منحتها شرطة مقاطعة بون حق الوصول إلى ملفها الخاص بقضية أوكس وبدأت في مقابلة الشهود. كما بحثت عن رفات إضافية لكنها لم تتمكن من العثور على أي منها.

## التعرف على الجاني وإدانته مجهولة الهوية
في عام 2001، قدمت لالانا اختبار الحمض النووي للميتوكوندريا لمقارنته مع اختبار الحمض النووي للجمجمة. كان من السهل الحصول على نوع الحمض النووي ولكنه أقل قدرة على تحديد المعلومات الوراثية. رفضت المقاطعة في البداية أن تدفع ثمن اختبار الحمض النووي للميتوكوندريا بما يقرب من 20,000 دولار ولكن في نهاية المطاف غيرت رأيها. كانت أخت أوكس قد عرضت في السابق التضحية بأموال تقاعدها لدفع ثمنها. خلص الاختبار إلى أن لالانا كانت مرتبطة بالأمومة بالشخصية التي تنتمي إليها الجمجمة.
قال والد ميجور للسلطات أن ابنه عترف له بالقتل أثناء وجوده في السجن، الأمر الذي أثار إزعاجه. لكن هذا البيان لم يكن كافياً من تلقاء نفسه، لأن السجن لم يسجل المكالمات الهاتفية من النزلاء وكان هناك عداء «كبير» بين الرجلين. في مارس 2000، سمح والد ماجور للشرطة باستغلال هاتفه أثناء اتصاله ببيل، الذي اعترف بالذنب في الجريمة. تم اعتقال ميجورعلى الفور واعترف لاحقا للشرطة وقال إنه لم يشعر بأي ندم. ذكر دفاع ماجور أن السكتة الدماغية التي أصيب بها في عام 1995 تسببت له باضطرابات وهمية. تم اتهام ميجور رسميًا في يوليو 2001.
وتداولت هيئة المحلفين القضية قبل ثلاثة وأربعين دقيقة فقط من صدور حكم بالإدانة بعد انتهاء محاكمته في 28 يوليو 2003 وحكم عليه بالسجن مدى الحياة.